# Noh-Varr
Noh-Varr è un personaggio dei fumetti creato da Grant Morrison (testi) e J.G. Jones (disegni) pubblicato dalla Marvel Knights (Marvel Comics). La sua prima apparizione avviene in Marvel Boy n. 1.
Dopo veloci apparizioni in alcune serie Marvel e nell'evento Secret Invasion, lo scrittore Brian Michael Bendis lo ha inserito negli Oscuri Vendicatori col nome di Capitan Marvel.

## Biografia

### Origini
Noh-Varr faceva parte di una spedizione diplomatica interstellare, che mentre tornava al nativo pianeta Kree, subì un guasto all'astronave e fu costretta ad atterrare sulla Terra; in seguito questa venne abbattuta dalle forze del dottor Midas, un megalomane ossessionato ad acquisire dei superpoteri mediante l'assorbimento dei raggi cosmici. Tutto l'equipaggio fu ucciso e Noh-Varr emerse come unico superstite. Venne fatto prigioniero e studiato dagli scienziati di Midas, prima di fuggire e ritrovarsi sotto Times Square.
Sulla Terra, Noh-Varr deve vedersela con il parassita alieno Hexus, che vuole soggiogare la popolazione umana per avere il controllo della Terra. Noh-Varr riesce a debellare l'alieno, per poi affrontare finalmente il Dott. Midas, colui che distrusse la sua nave. Midas riuscì ad ottenere (grazie alle informazioni che i suoi scienziati trassero dalla navetta kree e da Noh-Varr stesso) i poteri dei Fantastici Quattro, con i quali attaccò Noh-Varr, che lo riuscì a sconfiggere solo grazie all'aiuto della figlia dello stesso Midas, Oubliette.
Sconfitto il suo nemico, dopo la battaglia, gli agenti di S.H.I.E.L.D. catturano Noh-Varr e lo rinchiudono in una prigione apparentemente inespugnabile noto come "il Cubo", a causa dei danni che il ragazzo kree aveva causato a diversi isolati della città di New York.
Durante la detenzione, Noh-Varr, furioso, dichiara guerra alla Terra e alla razza umana.

### Gli Illuminati
Mentre era agli arresti, Noh-Varr venne interrogato dagli Illuminati, che volevano scoprire se il giovane kree fosse realmente una minaccia: Namor il Sub-Mariner lo pestò per intimorirlo, Reed Richards fece appello al retaggio eroico di Mar-Vell, mentre Iron Man cercò di trattare con lui. Infine lo lasciarono alla mercé della sua coscienza, invitandolo a scegliere tra la reclusione o guadagnarsi un ruolo da eroe.

### Secret Invasion
Durante l'invasione skrull, Noh-Varr venne a contatto con lo skrull che si spacciava per Mar-Vell: anche dopo che venne a conoscenza della sua reale natura, lo skrull abbracciò la causa degli umani, e in punto di morte chiese a Noh-Varr di seguire le sue orme.
Impressionato dal suo coraggio, il ragazzo raggiunse New York durante la battaglia finale e contribuì alla sconfitta degli alieni.

### Dark Reign: Oscuri Vendicatori
Norman Osborn, succeduto a Tony Stark come direttore dello S.H.I.E.L.D. (ora H.A.M.M.E.R.), formò una nuova formazione di Vendicatori, e volle inserire Noh-Varr nella formazione, col nome di Capitan Marvel in onore del suo illustre predecessore. In seguito si rende conto che sono solo dei malvagi, così Noh-Varr cerca di uscire dal gruppo, affronta Sentry e riesce a fuggire. Riesce poi a contattare la Suprema Intelligenza che lo nomina nuovo protettore del pianeta Terra (Ruhi-Tugu) e gli dona nuove Nega-Bande. Dopo poco si unirà ai Vendicatori nell'Età degli Eroi.

## Altri media

### Videogiochi
Noh-Varr compare in:
- LEGO Marvel's Avengers
- Marvel Avengers Academy